# Человек свиты
«Человек свиты» — советский художественный фильм, снятый режиссёром Андрисом Розенбергом на Рижской киностудии в 1987 году. По мотивам одноимённого рассказа Владимира Маканина.
Премьера фильма состоялась 8 января 1988 года.

## Сюжет
Научный сотрудник «Техпроекта», Дмитрий Родионцев, устраивает чаепития для директорского секретаря Аглаи Андреевны. Однако однажды его не приглашают, что погружает его в кошмар и приводит к инфаркту. После выхода из больницы он узнаёт, что его место занял молодой и жизнерадостный Санин. Разочарованный и унижённый, он понимает свою настоящую свободу.

## В ролях
- Вия Артмане — Аглая Андреевна
- Валентина Теличкина — Вика
- Дальвин Щербаков — Дмитрий Родионцев
- Андрей Ильин — Санин
- Эрнст Романов — Андрей Иванович
- Вера Быкова-Пижель — Галя
- Виктор Плют — Кочеров
- Борис Аханов — Вася
- Петерис Лиепиньш — муж Вики

## Съёмочная группа
- Сценарист: Валерий Тодоровский
- Режиссёр: Андрис Розенберг
- Оператор: Валдис Эглитис
- Художник: Иева Романова
- Композитор: Юрис Карлсон
- Звукорежиссёр: Виктор Мыльников

## Рецензии
- Сергеев Е. Кто он, человек свиты? // Советская культура. — 1988. — 16 августа (№ 98 (6510)). — С. 5.